# South Queensferry
Queensferry, também chamada de South Queensferry, é uma cidade localizada ao oeste de Edimburgo, na margem sul do Estuário do Forth.
A cidade é dominada pelas enormes estruturas da Forth Road Bridge e da Forth Rail Bridge. Embora tenha sido um burgo real de West Lothian por muitos anos, agora está sob a jurisdição da cidade de Edimburgo. Até 1964, as balsas operavam normalmente entre South Queensferry e North Queensferry, atravessando o Estuário do Forth em Fife.

## Tradições

### The Ferry Fair
A Feira anual de Queensferry é realizada em sua forma atual desde 1930, quando foi revivida após alguns anos de ausência como um evento regular. Mas suas raízes são ainda mais antigas. A feira se inicia em agosto, tendo duração de uma semana e é organizada principalmente como um festival de esportes e entretenimento para as crianças do burgo, culminando com a coroação da Ferry Fair Queen, escolhida entre as crianças das escolas primárias locais.

### The Burry Man
Anualmente, na segunda sexta-feira de agosto, Queensferry hospeda uma tradição chamada The Burry Man, que, traduzido para o português, significa "O homem de rebarbas".
Um homem é vestido da cabeça aos pés com rebarbas, a parte espinhosa de uma planta semelhante aos cardos, deixando apenas os sapatos, as mãos, e dois buracos para os olhos expostos. Durante o dia, o homem desfila pela cidade durante várias horas, ajudado por dois assistentes.

### Loony Dook
O nome Loony Dook é uma mistura de Loony (lunático) e dook, um termo escocês para "mergulho".
Comparado as outras tradições, geralmente seculares, essa é uma tradição relativamente recente. Iniciada em 1986, essa tradição foi criada como uma piada por três moradores locais que pensaram que uma boa cura para a ressaca seria pular e mergulhar no mar ao largo de South Queensferry no dia de Ano Novo.
Sua popularidade realmente decolou depois que foi filmado pela BBC durante as comemorações do Hogmanay (comemoração escocesa) do milênio. Como os organizadores estavam lutando para lidar com o crescimento do evento, que ultrapassou 1000 mergulhadores, ele se tornou parte do programa oficial do Hogmanay de Edimburgo em 2010.

## Ligações Externas
Sítio oficial da Ferry Fair